# Paul Remy
Paul Auguste Remy, född den 7 november 1894 i Servance i östra Frankrike, död den 19 mars 1962 i Makokou i Gabon, var en fransk grottforskare och zoolog. Han beskrev en mängd insekter, de flesta grottlevande, främst inom gruppen mångfotingar.